# Rossella Or
Rossella Or, nata Rossella Orecchio (Roma, 6 marzo 1954), è un'attrice italiana.

## Biografia
Figlia dello scrittore e giornalista Alfredo Orecchio e sorella dello scrittore Davide Orecchio, iniziò giovanissima a lavorare presso il Beat '72 e altri luoghi dell'avanguardia teatrale, recitando in pièce di Memé Perlini, Simone Carella, Fabio Sargentini, Mario Prosperi, Leo De Berardinis, Ugo Leonzio. A partire dagli anni '80 fu anche autrice e regista di testi teatrali, recensiti, tra l'altro, da Nico Garrone e Franco Cordelli. Come attrice cinematografica ebbe ruoli di rilievo in Regina Coeli (2000) di Nico D'Alessandria e (nella parte di sé stessa) in Estate romana (2000) di Matteo Garrone. Ha raccolto suoi testi poetici in L'acqua tende alle rive: poesie 2011-2017 (Genova, Zona, 2019). Suoi ritratti si leggono in Oggetti smarriti e altre apparizioni di Beppe Sebaste (Roma-Bari, Laterza, 2009) e in Quando conobbi Rossella Or di Claudio Orlandi, "Le parole e le cose", 28 gennaio–20 febbraio 2018.